# Pastinato
Il contratto di pastinato, o contratto ad complantandum, è un contratto agrario a medio termine per l'uso di un fondo agricolo a fini di coltivazione; si diffuse tra il X e il XIV secolo in diverse aree, fra le quali notabilmente nell'Italia meridionale. Si ha però traccia di un contratto ad pastinandum già in età romana.
Con questo tipo di patto il "pastinatore" (letteralmente aratore, cioè il conduttore), decorso un periodo di mediamente sette anni dalla stipula del contratto, acquisiva la proprietà piena di metà del terreno coltivato. Alla scadenza convenuta, appunto d'ordinario settennale, il conduttore poteva dunque acquisire la proprietà, oppure, se non aveva i mezzi per gli investimenti necessari, poteva rinnovare il contratto con uno ad laborandum, nel quale avrebbe proseguito in un rapporto analogo al precedente. Il rapporto non si discostava in questo caso di molto da quello della successivamente diffusasi mezzadria, con la corresponsione al proprietario, a titolo di censo, della metà del prodotto agricolo e con la conduzione secondo le indicazioni del locatore, che stabiliva le colture da impiantare. Altre similitudini si reperiscono nel cornfronto con il contratto di livello.
Il pastinato era perciò di due forme:
- pastinato parzionario (pastinatio in partem): comprendente l'opzione di accesso alla proprietà;
- pastinato parziario (anche detto pastinatio ad medietatem, o ad partionem fructuum, o ad pastinandum in partione[4]): riguardante il rapporto di para-mezzadria.

Nel parziario il colono prende anche il nome di parzionale, che per l'assonanza con l'altro tipo di pastinato risultava equivoco e causa di difficile distinzione delle due autonome forme contrattuali. 
La sua importanza per lo sviluppo della piccola proprietà contadina fu di grande rilievo; secondo il Pivano «La parzionaria rappresenta nella nostra vita agraria medievale il maggiore sviluppo del principio economico guidante il lavoro alla conquista della proprietà in forza di quel vincolo che avvince la terra a chi la coltiva».
Una quota rilevante della documentazione sul pastinato di castagno si rintraccia nei codici diplomatici di Cava, Amalfi e Montevergine.